# Julius Arnold Koch
Julius Arnold Koch (* 15. August 1864 in Bremen; † 10. Februar 1956 in Pittsburgh) war ein deutsch-amerikanischer Chemiker.
Koch studierte Chemie an der University of Pittsburgh, der Universität München und der Universität Heidelberg. Während eines Aufenthalts bei Ludwig Gattermann in Heidelberg entdeckte er zusammen mit Gattermann die nach beiden benannte Gattermann-Koch-Synthese. Koch war der Dekan der School of Pharmacy an der University of Pittsburgh von der Gründung der Fakultät bis zu seiner Emeritierung im Jahr 1932.